# 미야키정
미야키정(일본어: みやき町)은 일본 사가현 미야키군에 있는 정이다.

## 지리
사가현 동부에 위치하며 사가시에서 동쪽으로 약 20km, 후쿠오카시에서 남쪽으로 약 30km 떨어진 곳에 위치하고 있다. 북부에는 쓰쿠시 산지(세후리 산지)가 있고 남부에는 지쿠고강이 흐르고 있다. 북부와 남부는 후쿠오카현과 접하고 특히 남부에서는 현 경계가 복잡하게 뒤얽혀 있다.
지형은 북부의 나카바라 지구와 기타시게야스 지구의 일부가 산지이지만 이외 지역은 쓰쿠기 평야의 한 부분을 이루는 평지이다. 특히 쓰쿠기 평야의 사가현 부분은 사가 평야에 포함되는 충적평야이다.

### 인접한 자치체
- 사가현
  - 도스시
  - 간자키시
  - 미야키군 가미미네정
  - 간자키군 요시노가리정

- 후쿠오카현
  - 구루메시
  - 지쿠시군 나카가와정

## 역사
- 1889년 4월 1일 - 정촌제 시행으로 나카바루촌, 기타시게야스촌, 미나미시게야스촌, 미카와촌이 탄생하였다.
- 1955년 4월 1일 - 미나미시게야스촌, 미카와촌이 합병해 미네촌이 성립하였다.
- 1962년 5월 1일 - 미네촌이 정으로 승격해 미네정이 되었다.
- 1965년 4월 1일 - 기타시게야스촌이 정으로 승격해 기타시게야스정이 되었다.
- 1971년 4월 1일 - 나카바루촌이 정으로 승격해 나카바루정이 되었다.
- 2005년 3월 1일 - 나카바루정, 기타시게야스정, 미네정이 합병해 미야키정이 성립하였다.

## 산업
농업은 평야의 쌀 생산이 중심이다.

## 교통

### 철도
- 규슈 여객철도 나가사키 본선

### 도로
- 오이타 자동차도
- 규슈 자동차도
- 국도 제34호선
- 국도 제264호선